# Pedro Gual
Pedro José Ramón Gual Escandón (ur. 17 stycznia 1783 w Caracas, zm. 6 maja 1862 w Guayaquil) – wenezuelski polityk, dziennikarz, prawnik i dyplomata. Prezydent Wenezueli w dniach 15-18 marca 1858 roku, od 2 sierpnia do 29 września 1859 roku i od 20 maja do 29 sierpnia 1861.

## Życiorys
Urodził się w 1783 roku w Caracas. Jego ojcem był José Ignacio Gual, a matką Josefa Mónica Escandó. W 1809 roku podejrzewano go o udział w przygotowaniu powstania przeciw Hiszpanom. W obawie przed aresztowaniem Gual udał się wtedy na brytyjski Trynidad. Brał udział w wojnie o niepodległość Wenezueli, między innymi sprowadzając dla nich broń ze Stanów Zjednoczonych. Na początku 1815 roku na krótko został gubernatorem Cartageny. W 1822 roku poślubił Rosę Maríę Domínguez. W 1824 roku został kanclerzem Wielkiej Kolumbii, a wcześniej był (od 1821) ministrem finansów i stosunków zagranicznych tego państwa. Doprowadził do zawarcia traktatu o przyjaźni między Stanami Zjednoczonymi a Wielką Kolumbią (tzw. traktat Anderson-Gual) w 1824 i między Wielką Kolumbią a Imperium brytyjskim (1825). Po rozpadzie państwa wycofał się z życia publicznego i był prawnikiem. Zamieszkał wtedy w Bogocie. W 1847 roku wrócił do Wenezueli i wrócił do polityki w 1858 roku. W marcu 1858 po obaleniu poprzedniego prezydenta stanął na czele Kongresu Tymczasowego. Po obaleniu Juliána Castro został w 1859 na krótko drugi raz prezydentem. W wyborach 1860 roku został wybrany na wiceprezydenta, a po rezygnacji z funkcji prezydenta Manuela Felipe de Tovar został trzeci raz prezydentem (maj-sierpień 1861). Został obalony 29 sierpnia 1861 i osadzony najpierw na Antylach, potem zaś w Guayaquil, gdzie zmarł w 1862.